# Brécey
Pour les articles ayant des titres homophones, voir Bressey, Bresset, Brécé et Bressay.
Brécey est une commune française, située dans le département de la Manche en région Normandie, peuplée de 2 166 habitants.

## Géographie

### Localisation
La commune est au nord de l'Avranchin. Son bourg est à 16 km au sud de Villedieu-les-Poêles, à 17 km à l'est d'Avranches, à 20 km au nord de Saint-Hilaire-du-Harcouët, à 23 km au nord-ouest de Mortain et à 28 km au sud-ouest de Vire.
Couvrant 2 096 hectares, le territoire de Brécey est le plus étendu de son canton. Son périmètre a une forme assez ronde au nord et à l'ouest, le sud-est étant marqué par un angle relativement droit. Ses limites géographiques correspondent à des frontières naturelles : en rive droite de la Sée, le ruisseau le Bieu, à l'ouest celui de Saint-Laurent (et ses affluents) à l'est ; en rive gauche de la Sée, la même symétrie est retrouvée. Les ruisseaux de la Tuilerie et du Moulin Richard. Au sud, le territoire communal suit le pied d'un talus topographique marqué. Cet abrupt est le plus souvent boisé. Le dénivelé est important ; près de 130 mètres.
Au nord de la Sée, l'interfluve est massif et s'organise en une succession de dômes topographiques de formes allongées. La direction générale du relief est nord-est / sud-ouest, les altitudes décroissant régulièrement de 100 m au nord (au lieu-dit les Parfondes) jusqu'à 30 à 40 m en bordure du cours d'eau. Le bourg de Brécey est construit sur une butte culminant à 65 m. Sa disposition suit les axes routiers.
Au sud de la Sée, les formes sont plus vigoureuses. Un glacis relativement étroit se développe entre le lit majeur de la rivière et le pied d'un talus topographique abrupt. Ce dernier correspond au contact entre le granite et les schistes métamorphiques. Les altitudes s'abaissent alors de 80 m à 40 m. La Sée dessine de nombreux méandres dans son lit majeur correspondant à son champ d'inondation. Les altitudes avoisinent 30 m.
| Notre-Dame-de-Livoye            | Les Loges-sur-Brécey | Les Loges-sur-Brécey, Saint-Laurent-de-Cuves |
| Saint-Georges-de-Livoye, Vernix | Brécey               | Saint-Laurent-de-Cuves                       |
| Le Petit-Celland                | Le Grand-Celland     | Les Cresnays, Reffuveille                    |

### Hydrographie
La commune est située dans le bassin Seine-Normandie. Elle est drainée par la Sée, le Bieu, le ruisseau de la Tullerie, le ruisseau de Saint-Laurent, le ruisseau du Moulin Richard, le Bieu, le bras 01 de la Brisolière, un bras de la Sée Blanche, le cours d'eau 01 de la Brisolière, le fossé 01 de la commune de Brecey, le fossé 01 de la Gestière, le fossé 01 de la Gousserie, le fossé 01 de la Grattemondière, le fossé 01 de la Guesnonerie, le fossé 01 de la Herpellière, le fossé 01 des Maisonnettes, le fossé 01 du Vieux Bourg, le ruisseau de la Costardiere et divers autres petits cours d'eau,.
La Sée, d'une longueur de 79 km, prend sa source dans la commune de Sourdeval et se jette dans le golfe de Saint-Malo en limite du Val-Saint-Père et de Vains, après avoir traversé 20 communes.

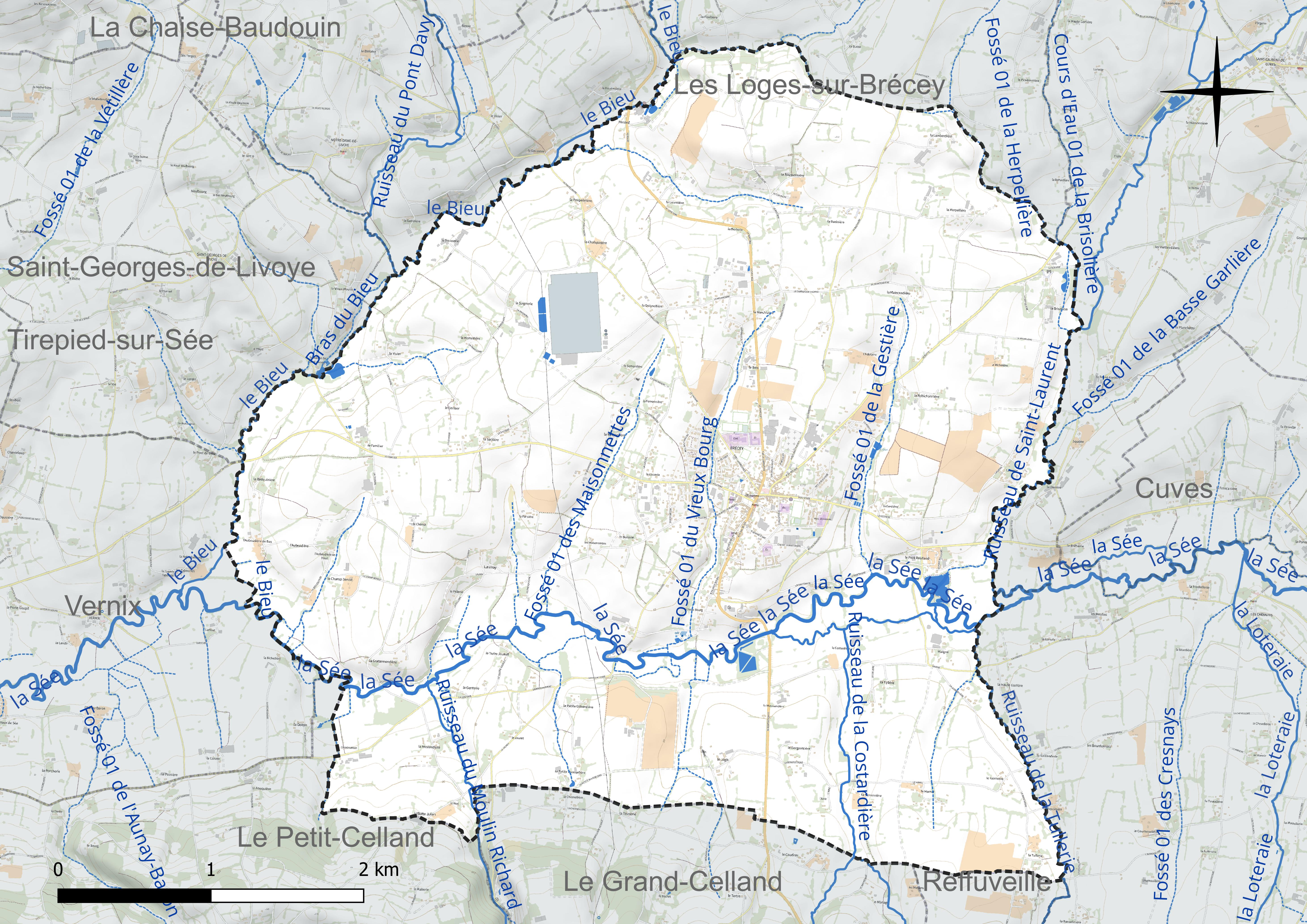
Réseau hydrographique de Brécey.

Le Bieu, d'une longueur de 15 km, prend sa source dans la commune de La Chapelle-Cécelin et se jette dans la Sée à Vernix, après avoir traversé dix communes.

### Climat
Le climat qui caractérise la commune est qualifié, en 2010, de « climat océanique franc », selon la typologie des climats de la France qui compte alors huit grands types de climats en métropole. En 2020, la commune ressort du type « climat océanique » dans la classification établie par Météo-France, qui ne compte désormais, en première approche, que cinq grands types de climats en métropole. Ce type de climat se traduit par des températures douces et une pluviométrie relativement abondante (en liaison avec les perturbations venant de l'Atlantique), répartie tout au long de l'année avec un léger maximum d'octobre à février.
Les paramètres climatiques qui ont permis d'établir la typologie de 2010 comportent six variables pour les températures et huit pour les précipitations, dont les valeurs correspondent à la normale 1971-2000. Les sept principales variables caractérisant la commune sont présentées dans l'encadré ci-après.
| Paramètres climatiques communaux sur la période 1971-2000 - Moyenne annuelle de température : 10,8 °C - Nombre de jours avec une température inférieure à −5 °C : 1,4 j - Nombre de jours avec une température supérieure à 30 °C : 1,3 j - Amplitude thermique annuelle : 12,1 °C - Cumuls annuels de précipitation : 1 003 mm - Nombre de jours de précipitation en janvier : 14,4 j - Nombre de jours de précipitation en juillet : 9,2 j |

Avec le changement climatique, ces variables ont évolué. Une étude réalisée en 2014 par la Direction générale de l'Énergie et du Climat complétée par des études régionales prévoit en effet que la température moyenne devrait croître et la pluviométrie moyenne baisser, avec toutefois de fortes variations régionales. La station météorologique de Météo-France installée sur la commune et en service de 1996 à 2013 permet de connaître l'évolution des indicateurs météorologiques. Le tableau détaillé pour la période 1981-2010 est présenté ci-après.
| Mois                                  | jan.             | fév.            | mars          | avril         | mai           | juin          | jui.          | août          | sep.        | oct.            | nov.          | déc.            | année      |
| ------------------------------------- | ---------------- | --------------- | ------------- | ------------- | ------------- | ------------- | ------------- | ------------- | ----------- | --------------- | ------------- | --------------- | ---------- |
| Température minimale moyenne (°C)     | 2,2              | 2,4             | 3,3           | 4,7           | 8,3           | 10,7          | 12,4          | 12,2          | 9,6         | 8               | 4,1           | 1,7             | 6,7        |
| Température moyenne (°C)              | 5,2              | 6               | 7,8           | 9,8           | 13,5          | 16,2          | 17,7          | 17,7          | 15,3        | 12,2            | 7,8           | 4,9             | 11,2       |
| Température maximale moyenne (°C)     | 8,3              | 9,7             | 12,2          | 15            | 18,7          | 21,7          | 23,1          | 23,2          | 20,9        | 16,5            | 11,5          | 8,2             | 15,8       |
| Record de froid (°C) date du record   | −12,3 02.01.1997 | −10,6 11.02.12  | −9,2 04.03.05 | −4,8 11.04.03 | −1,5 13.05.10 | 1,4 04.06.01  | 4,8 12.07.00  | 2,9 31.08.03  | 0 26.09.10  | −4,8 30.10.1997 | −7,9 29.11.10 | −13,5 29.12.05  | −13,5 2005 |
| Record de chaleur (°C) date du record | 15 29.01.13      | 18,5 14.02.1998 | 23 20.03.05   | 27,1 30.04.05 | 30,6 24.05.10 | 33,3 19.06.05 | 33,3 25.07.06 | 35,1 05.08.03 | 31 04.09.05 | 29,2 02.10.11   | 18,9 04.11.10 | 16,1 12.12.1998 | 35,1 2003  |
| Précipitations (mm)                   | 96,2             | 85,6            | 80,1          | 75,1          | 84,4          | 61,7          | 83,7          | 77,4          | 80,6        | 120,5           | 130,3         | 124,4           | 1 100      |

## Urbanisme

### Typologie
Au 1er janvier 2024, Brécey est catégorisée bourg rural, selon la nouvelle grille communale de densité à sept niveaux définie par l'Insee en 2022.
Elle est située hors unité urbaine et hors attraction des villes,.

### Occupation des sols

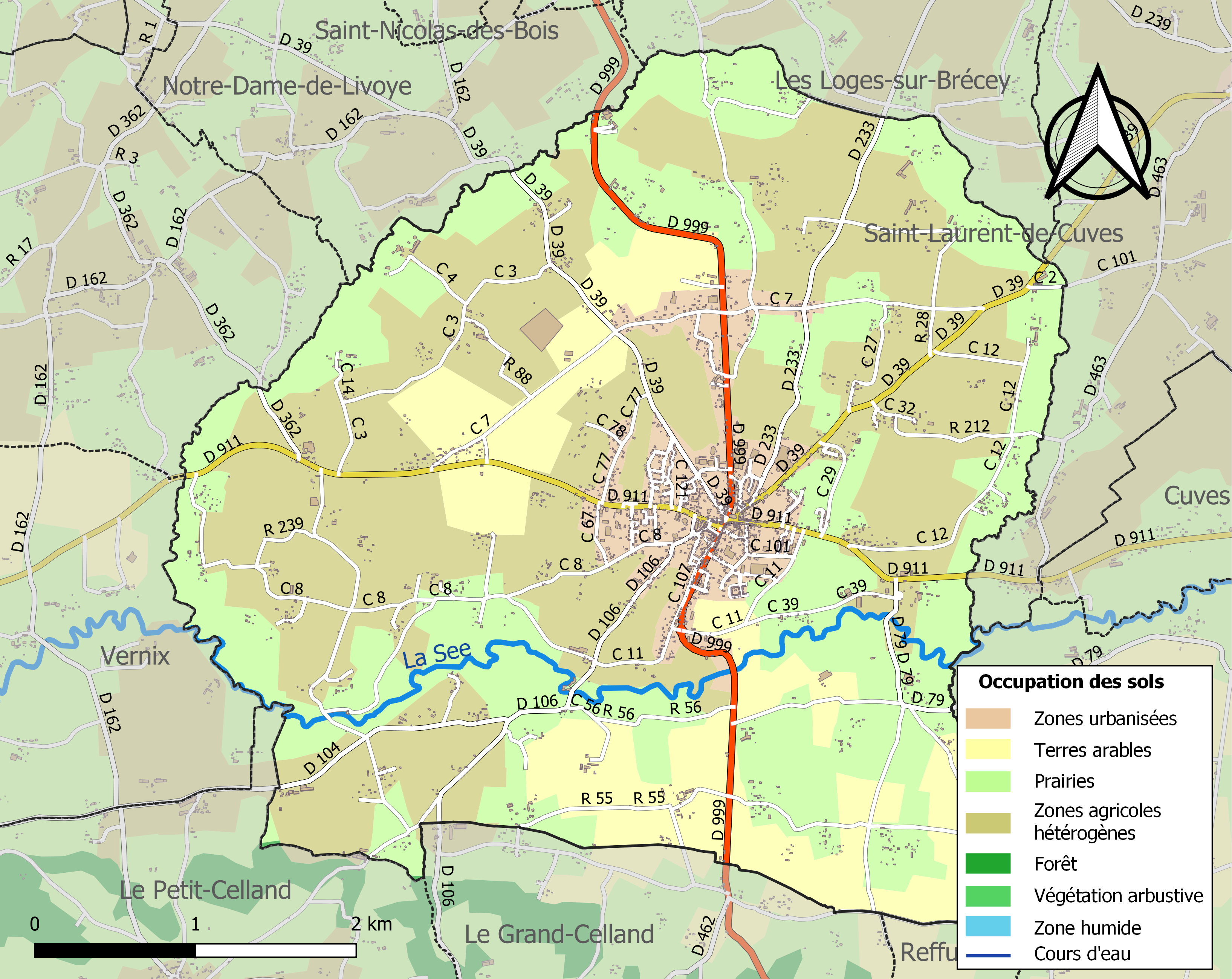
Carte des infrastructures et de l'occupation des sols de la commune en 2018 (CLC).

L'occupation des sols de la commune, telle qu'elle ressort de la base de données européenne d'occupation biophysique des sols Corine Land Cover (CLC), est marquée par l'importance des territoires agricoles (92,3 % en 2018), en diminution par rapport à 1990 (94,4 %).
La répartition détaillée en 2018 est la suivante : zones agricoles hétérogènes (43,1 %), prairies (34 %), terres arables (15,2 %), zones urbanisées (7,6 %).
L'évolution de l'occupation des sols de la commune et de ses infrastructures peut être observée sur les différentes représentations cartographiques du territoire : la carte de Cassini (XVIIIe siècle), la carte d'état-major (1820-1866) et les cartes ou photos aériennes de l'IGN pour la période actuelle (1950 à aujourd'hui).

## Toponymie
Le nom de la localité est attesté sous les formes Brisceio c. 979, Bresceio en 1162.
Le toponyme serait issu d'un anthroponyme gaulois (Briccius) ou roman (Briccios).
Domaine gallo-romain d'un certain Briccios ou Briccius.
Le gentilé est Brécéen.

## Histoire
Le nom de Brécey n'apparaît pour la première fois qu'au cours du XVe siècle sur différents actes. Le premier bourg se situe sans doute à l'endroit actuellement nommé le Vieux Bourg, au croisement des voies romaines d'Avranches à Vire et du Cotentin à Rennes. Le passage à gué sur la Sée aurait été remplacé plus tard par un pont de pierre.

### Moyen Âge
Le vieux bourg devait être antérieur aux invasions normandes, et possédait une église dédiée à saint Martin. Cette église aurait été renversée par les envahisseurs puis rebâtie après leur conversion. Il est admis que le premier château de Brécey fut implanté au village de la Tourelle proche.
Jean ou Serlon, premier seigneur connu de Brécey, ainsi qu'un Robert de Brécey, suivirent Guillaume le Conquérant en Angleterre (liste de Falaise). Raoul Ier, seigneur de Fougères, a cédé à la fin du XIe siècle ses terres de Brécey à son vassal Ranulphe de Virey qui fut à l'origine de la création du nouveau bourg à l'emplacement où il fit construire une église dédiée à saint Martin. C'est autour de cette église que se développa la nouvelle agglomération alors que le vieux bourg devait disparaître.
Le 18 septembre 1393, Robert de Brécey rend aveu au roi, pour le comté de Mortain, de son fief de Brécey et de Celland pour un quart de fief de haubert.
L'église romane de Brécey, qui avait pour patron et décimateur l'abbaye de Savigny, fut restaurée en 1435. Brécey dépendait jusqu'à la Révolution du comté de Mortain.
Jacques de Vassy fit ériger le château de Brécey sur la rive gauche de la Sée, près du village du Logis. Le château, aujourd'hui mutilé, était plus important et ses avenues rejoignaient le pont de Pierre.
Le nouveau bourg s'est développé grâce à sa situation sur la vallée de la Sée au centre du triangle formé par les villes de Villedieu-les-Poêles, Avranches et Saint-Hilaire-du-Harcouët. À l'époque où la Sée était navigable, le port permettait aux embarcations de se ravitailler en produits agricoles.
Le commerce était attiré naturellement à Brécey. Les foires remontent à 1401 (foire Sainte-Croix le 14 septembre et Saint-Michel le 16 octobre).

### Temps modernes
En 1613, Jean de Vassy, seigneur de Brécey, obtint l'érection en baronnie de sa terre de Brécey.
En 1628, le roi Louis XIII confirma l'octroi d'un marché le vendredi et des foires Sainte-Geneviève et Saint-Martin, le 3 janvier et le 4 juillet. La commune voisine de Cuves plus ancienne et rivale (chef lieu juridique) finit par s'incliner devant Brécey.
La cure de Brécey était importante, elle entretenait un curé et quatre vicaires mais aussi un maître et une maîtresse d'école.

### Révolution française et Empire
Si la paroisse de Brécey n'a pas pris de part active à la Révolution de 1789 en prenant une position neutre, elle dut subir entre 1793 à 1799 les dommages des luttes entre chouans et républicains et les exactions des deux parties.

### Époque contemporaine

#### XIXesiècle
En 1800, Brécey prend sa figure définitive de gros bourg, chef-lieu de canton et de la justice de Paix. Ses marchés et foires vont accroître sa prospérité ; à partir de cette époque plusieurs bâtiments publics sont construits.
Déplacement du cimetière en 1790, élévation d'un calvaire en granit en 1851, construction du nouveau presbytère en 1857, agrandissement en 1862 de l'église déjà restaurée en 1836, ces derniers travaux s'achèvent en 1878 par la flèche de l'église.
En 1807, le maire partage la commune en quatre sections, reprises par le cadastre de 1825. Les travaux importants décidés par la commune au XIXe siècle donnent au bourg sa configuration actuelle : création des grandes routes modernes et des chemins vicinaux, la route départementale de Villedieu à Saint-Hilaire-du-Harcouët, dont la création fut envisagée dès 1818, est à l'origine du dégagement du terre-plein autour de l'église et du presbytère moderne alors que les bâtiments situés à l'est de la route de Villedieu doivent disparaître.
Dégagement de la place de l'hôtel de ville, démolition des maisons gênantes, déplacement des halles qui gênent le dessin de la place, pavée en 1826. En 1843, le conseil municipal fait dresser un plan d'alignement.
Entre 1850 et 1870, une nouvelle mairie, une école de garçons et une nouvelle halle au menu grain sont construites. Les toitures en chaume sont interdites en 1824 et 1828.
En 1879, la commune fait réaliser des travaux d'adduction d'eau depuis les fontaines de la Tessonière, et édifier, en 1881, une fontaine monumentale au centre de la Grand-Place.

#### Début duXXesiècle
Le début du XXe siècle voit apparaître la voie ferrée (chemin de fer à voie métrique dont la ligne est fermée dans les années 1930), et la construction d'une usine électrique au pont Roulland.
Deux écoles libres de filles et de garçons sont créées par le clergé et les fidèles de la paroisse.
L'implantation d'une distillerie industrielle et d'une distillerie coopérative donnent un regain de prospérité à Brécey et marquent le début d'un nouvel essor économique.
La commune de Brécey est libérée le 31 juillet 1944 par le colonel Dean du 7e corps d'armée, sans dommage important pour la commune.

## Politique et administration

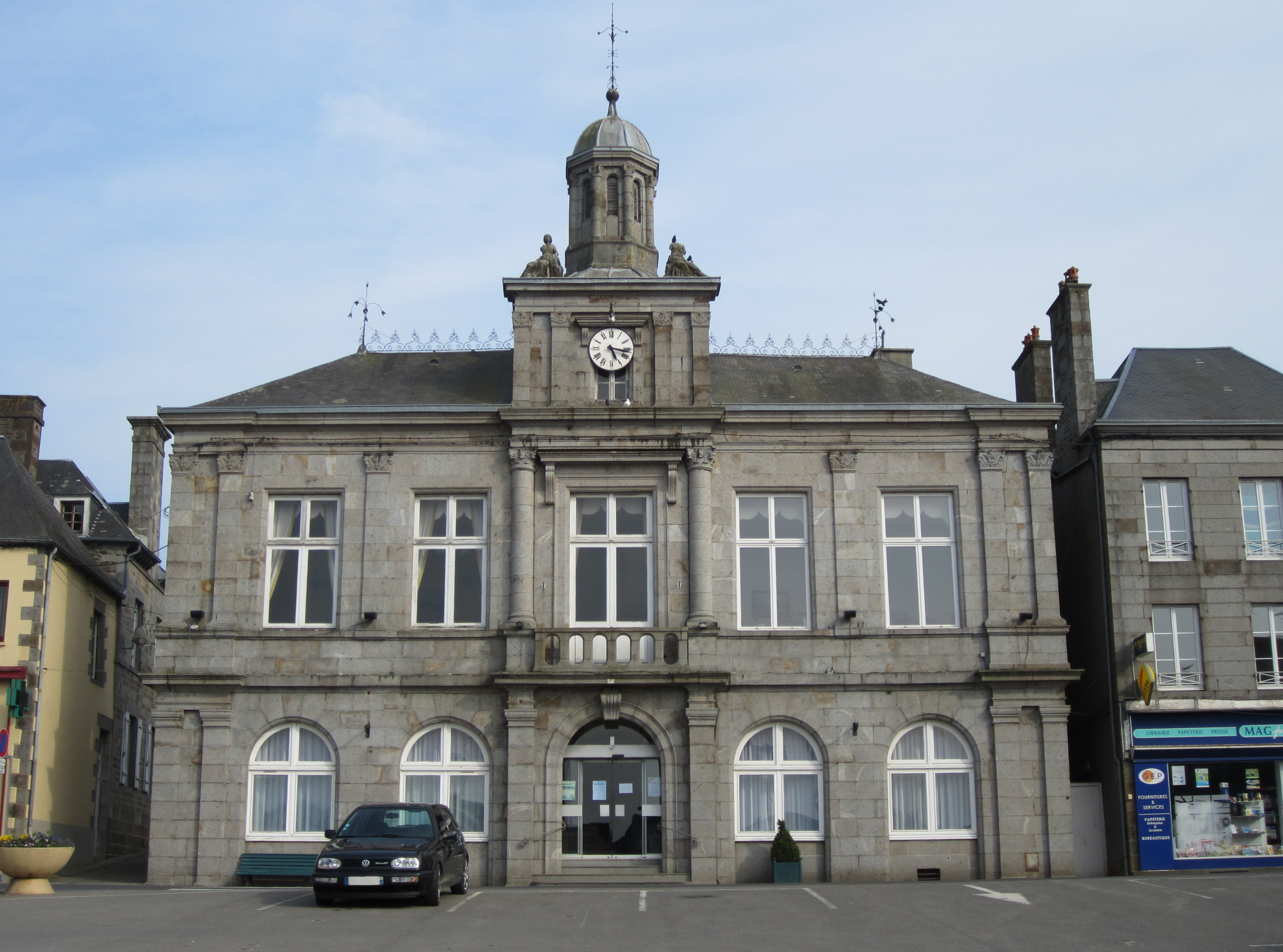
L'hôtel de ville.

### Tendances politiques et résultats
Brécey est une commune majoritairement de droite voire du centre.

### Administration municipale
Le conseil municipal est composé de dix-neuf membres dont le maire et trois adjoints.

## Démographie
L'évolution du nombre d'habitants est connue à travers les recensements de la population effectués dans la commune depuis 1793. Pour les communes de moins de 10 000 habitants, une enquête de recensement portant sur toute la population est réalisée tous les cinq ans, les populations de référence des années intermédiaires étant quant à elles estimées par interpolation ou extrapolation. Pour la commune, le premier recensement exhaustif entrant dans le cadre du nouveau dispositif a été réalisé en 2008.
En 2022, la commune comptait 2 166 habitants, en évolution de +3,14 % par rapport à 2016 (Manche : −0,31 %, France hors Mayotte : +2,11 %).
Brécey a compté jusqu'à 2 466 habitants en 1846.
| 1793  | 1800  | 1806  | 1821  | 1831  | 1836  | 1841  | 1846  | 1851  |
| ----- | ----- | ----- | ----- | ----- | ----- | ----- | ----- | ----- |
| 2 100 | 2 097 | 2 040 | 2 190 | 2 201 | 2 172 | 2 452 | 2 466 | 2 338 |

| 1856  | 1861  | 1866  | 1872  | 1876  | 1881  | 1886  | 1891  | 1896  |
| ----- | ----- | ----- | ----- | ----- | ----- | ----- | ----- | ----- |
| 2 316 | 2 440 | 2 446 | 2 300 | 2 341 | 2 399 | 2 404 | 2 400 | 2 300 |

| 1901  | 1906  | 1911  | 1921  | 1926  | 1931  | 1936  | 1946  | 1954  |
| ----- | ----- | ----- | ----- | ----- | ----- | ----- | ----- | ----- |
| 2 294 | 2 281 | 2 200 | 2 011 | 2 141 | 2 159 | 2 198 | 2 247 | 2 122 |

| 1962  | 1968  | 1975  | 1982  | 1990  | 1999  | 2006  | 2008  | 2013  |
| ----- | ----- | ----- | ----- | ----- | ----- | ----- | ----- | ----- |
| 2 026 | 2 046 | 1 958 | 1 980 | 2 029 | 2 113 | 2 150 | 2 159 | 2 125 |

| 2018  | 2022  | - | - | - | - | - | - | - |
| ----- | ----- | - | - | - | - | - | - | - |
| 2 139 | 2 166 | - | - | - | - | - | - | - |

## Écoles, crèches, centre de loisirs
| Type              | Nom                    | Nombre de classes | Effectif (élèves) | Commentaire |
| ----------------- | ---------------------- | ----------------- | ----------------- | --- |
| Crèche            | Crèche municipale      |                   | 18/12             | La crèche accueille seize enfants le matin et douze enfants l'après-midi en accueil régulier ou occasionnel. La capacité maxi de lits est de 12. |
| École maternelle  | École publique         | 4                 | 97                | - |
| École maternelle  | École Jeanne-d'Arc     | 1                 | 24                | - |
| École élémentaire | École publique         | 6                 | 165               | - |
| École élémentaire | École Jeanne-d'Arc     | 5                 | 126               | L'école Jeanne d'Arc sous la direction de Stéphanie Gautier s'est vue l'ouverture d'une cinquième classe pour l'année scolaire 2016/2017 avec une équipe stable. |
| Collège           | Collège Pierre-Aguiton | 16                | 410               | Le collège accueille, depuis 1975, des sections sportives scolaires (sport étude). Depuis la rentrée scolaire 2009, il existe deux sections : football et équitation. Ces sections fonctionnent grâce à un partenariat avec l'Éducation nationale, le conseil général, la Jeunesse et Sports, le district et la ligue de Football, les collectivités locales : la commune de Brécey et la communauté d'agglomération. |

## Économie
- APTAR STELMI SAS (environ 300 emplois) : société de transformation des élastomères à usages médicaux et industriels appartenant au groupe APTAR[51].
- James SA (environ 84 emplois) : charpentes bois.
- Loisel LTP (environ 50 emplois) : entreprise de travaux publics.
- ATOLL électronique : production de produits audiophiles[52]

## Culture locale et patrimoine

### Lieux et monuments

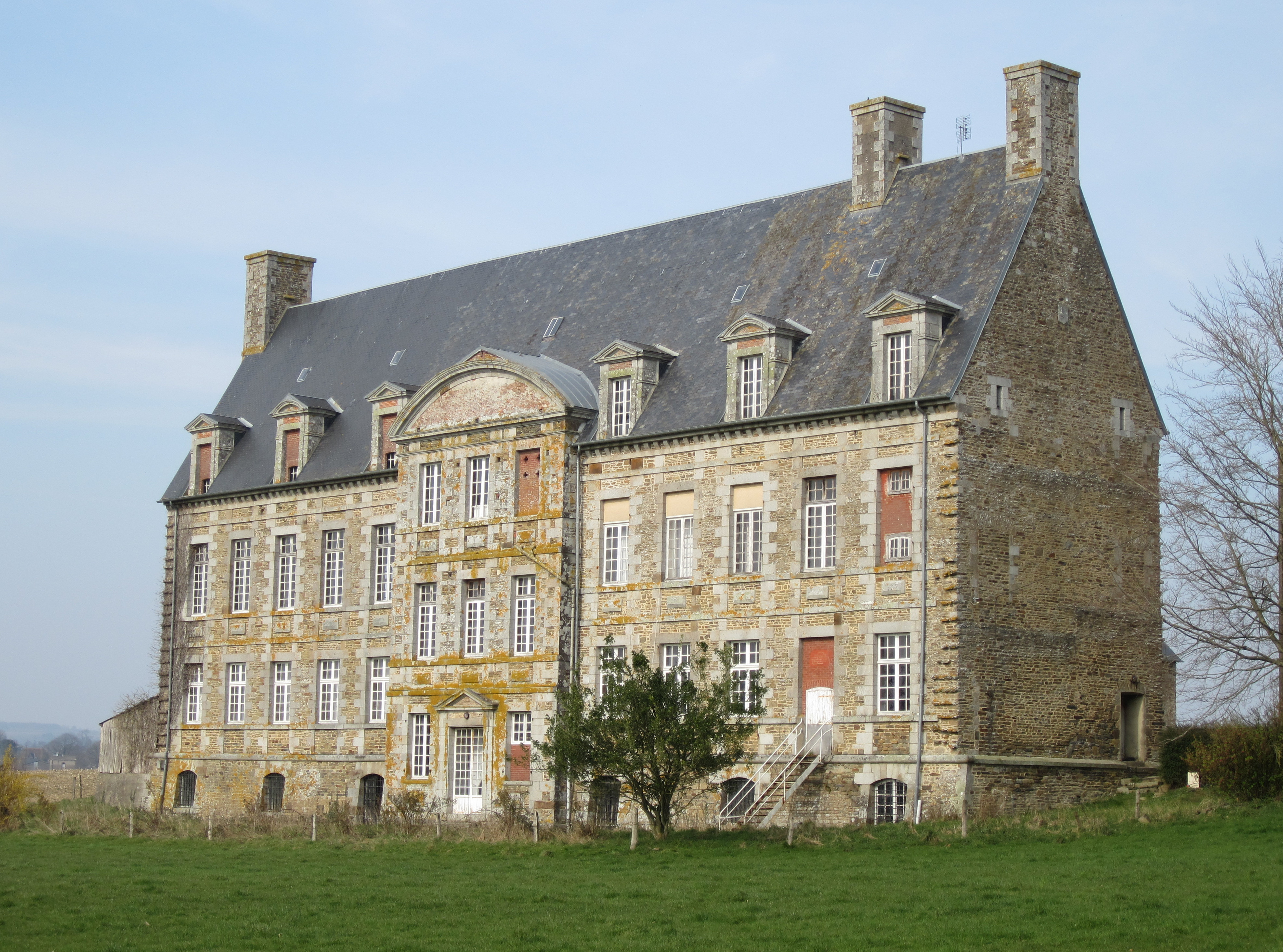
Le château de Vassy.

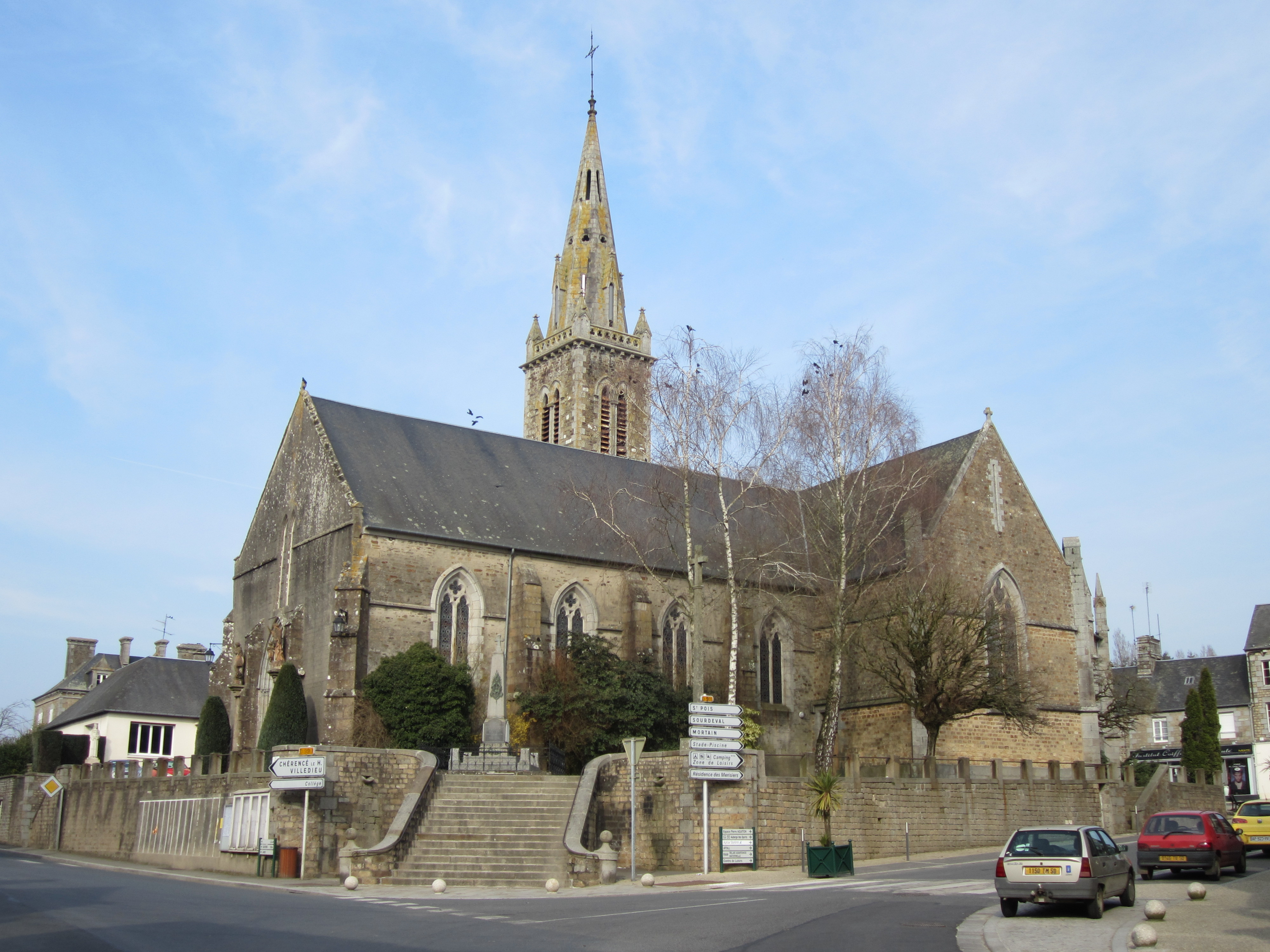
L'église Saint-Martin.

- Château de Vassy, d'une des vieilles familles normandes qui s'est illustrée lors de la conquête de l'Angleterre, construit de 1613 à 1620 par Françoise d'Amphernet veuve de Louis de Vassy[38]. Il ne reste aujourd'hui que le grand corps de logis du château de style Louis XIII (brique et pierre). Les deux ailes ayant été détruites au XIXe siècle. Le château est classé au titre des monuments historiques depuis le 8 septembre 2000[53].
- Église Saint-Martin des XVIe – XIXe siècles. Elle abrite notamment une verrière de onze vitraux (XXe) et un tableau représentant une Vierge de Pitié d'Adèle de Kercado[38].
- Château de la Brisolière (XVIIIe – XIXe siècles), longtemps propriété de la famille de Brécey.
- Château de la Sémondière (XVIIe siècle). Construit en 1590 sous Henri IV, cette demeure seigneuriale serait la plus ancienne construction du canton[54].

Le château fut notamment habité par Marie-Louise de Brécey de la Sémondière († 13 mai 1778) qui épousa Jean de Jullienne, amateur d'art et ami du peintre Antoine Watteau.
- Moulin des Pêcheries.

### Activité et manifestations

#### Sports
L'Association sportive de Brécey fait évoluer une équipe de football en ligue de Basse-Normandie et trois autres en divisions de district.

#### Jumelages
- Nordstemmen (Allemagne) depuis 1991.
- Banteln (Allemagne) depuis 1993.

### Personnalités liées à la commune
- Maxime Fauchon (1894 à Brécey-1981), avocat et homme politique.
- Louis René Le Berriays (d) (1722-1807), né à Brécey, abbé, greffier en chef du Parlement de Normandie, est connu comme architecte, botaniste à qui l'on doit la variété de poire « Louise Bonne »[38] et comme l'auteur du Nouveau Laquintinie[56].
- Jean-Jacques de La Huppe de Larturière (1773-1865), dit Bellavidès, né et mort au Petit-Celland, chef chouan du Sud-Manche, fut maire de Brécey[38].
- Charles Lemmel (1899-1976 à Brécey), dessinateur, affichiste, illustrateur.

### Héraldique
| Blason de Brécey | Blason  | D'hermine au lion de gueules. |
| Blason de Brécey | Détails |                               |